# Pachyurus bonariensis
Pachyurus bonariensis es una especie de pez de la familia Sciaenidae en el orden de los Perciformes.

## Morfología
• Posee color pardo, con manchas negras en el lomo y plateado por el vientre; cabeza obtusa, boca con muchos dientes, dos aletas dorsales, aleta caudal con sus radios centrales más largos que los laterales, y aleta anal con espinas muy fuertes. Los machos pueden llegar alcanzar los 22,6 cm de longitud total.

## Hábitat
Es un pez de agua dulce, de clima tropical y bentopelágico.

## Distribución geográfica
Se encuentran en Sudamérica:  cuencas de los ríos  Uruguay,  Paraguay, Venezuela y tramos inferiores del  Paraná,también existen en Ríos de la Amazonia y costa de Ecuador.

## Observaciones
Es inofensivo para los humanos.